# Auguste Escoffier
Georges Auguste Escoffier, född 28 oktober 1846 i Villeneuve-Loubet nära Nice, död 12 februari 1935 i Monte Carlo, var en berömd fransk mästerkock och kökschef. 
Han har kallats "kockarnas kung och kungarnas kock". Han moderniserade mathållningen i stjärnrestaurangerna (La haute cuisine). Han utvecklade och rationaliserade restaurangpersonalens arbetsrutiner. Han uppmärksammade också kockarnas uppförande och framtoning; de skulle vara rena och snygga, tobaks- och alkoholfria, inte högljudda och ytterst noggranna i arbetet. Han samarbetade med den berömde hotellägaren César Ritz och blev restaurangchef på Grand hotel i Monte-Carlo, Grand National i Lucerne, Savoy och Carlton i London och Hôtel Ritz Paris och New York.
Han hade åtskilliga elever och efterföljare, däribland namnkunniga kockar som Paul Thalamas, Paul Jullemier, Eugène Helbodeau och Joseph Donon.
Escoffier skrev kokboken Guide Culinaire (sv. Handledning i modern kokkonst) från 1903, som innehåller cirka 5 000 recept, däribland flera klassiska kända rätter som desserterna Päron Belle Hélène och Peach Melba. Den senare tillkom under operasäsongen 1892-1893, då Escoffier var köksmästare vid Savoy i London, som en hyllning till den australiensiska operasångerskan Nellie Melba. Vidare innehåller kokboken ett av de tidiga nedtecknade recepten på Crêpes Suzette (kokboken är troligtvis den första som omnämner maträtten under det namnet), även om Escoffier själv inte tros vara upphovsman till receptet.
Av hans publikationer finns på svenska: 
- Handledning i modern kokkonst (sv. uppl. 1909)
- Escoffiers stora kokbok (sv. uppl. 1927-28)
- Nutidens och framtidens kök (sv. uppl. 1932)